# Rue Pierre-Mille
La rue Pierre-Mille est une voie du 15e arrondissement de Paris, en France.

## Situation et accès
La rue Pierre-Mille est une voie située dans le 15e arrondissement de Paris. Cette rue, en pente, débute au 43, rue Vaugelas et se termine au 98, rue Olivier-de-Serres. Le côté des numéros pairs comprend un ensemble de maisons de ville datant du début du XXe siècle, alors que le côté des numéros impairs, plus moderne, est loti d'immeubles en briques des années 1950-1960.

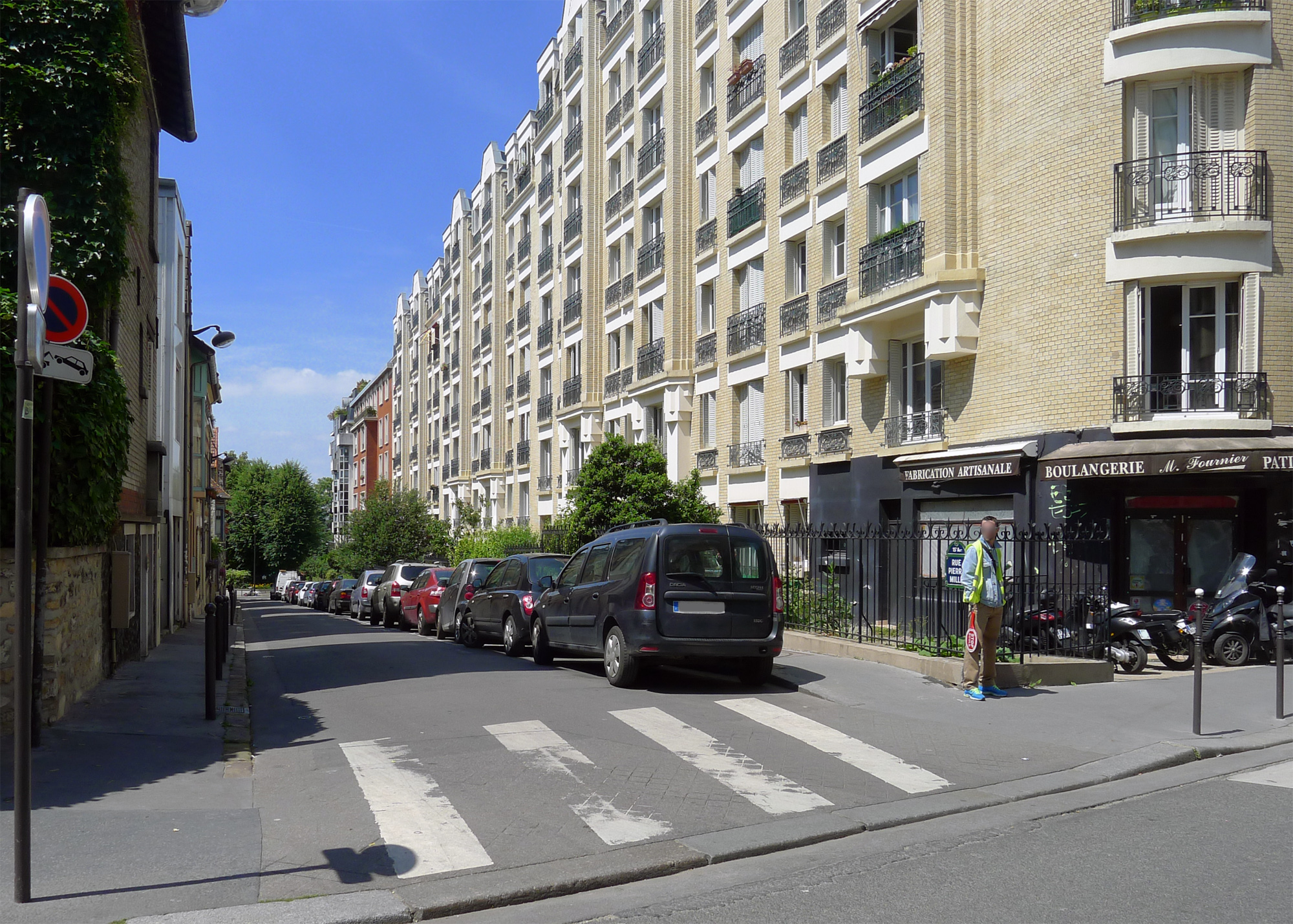
Côté des numéros impairs.
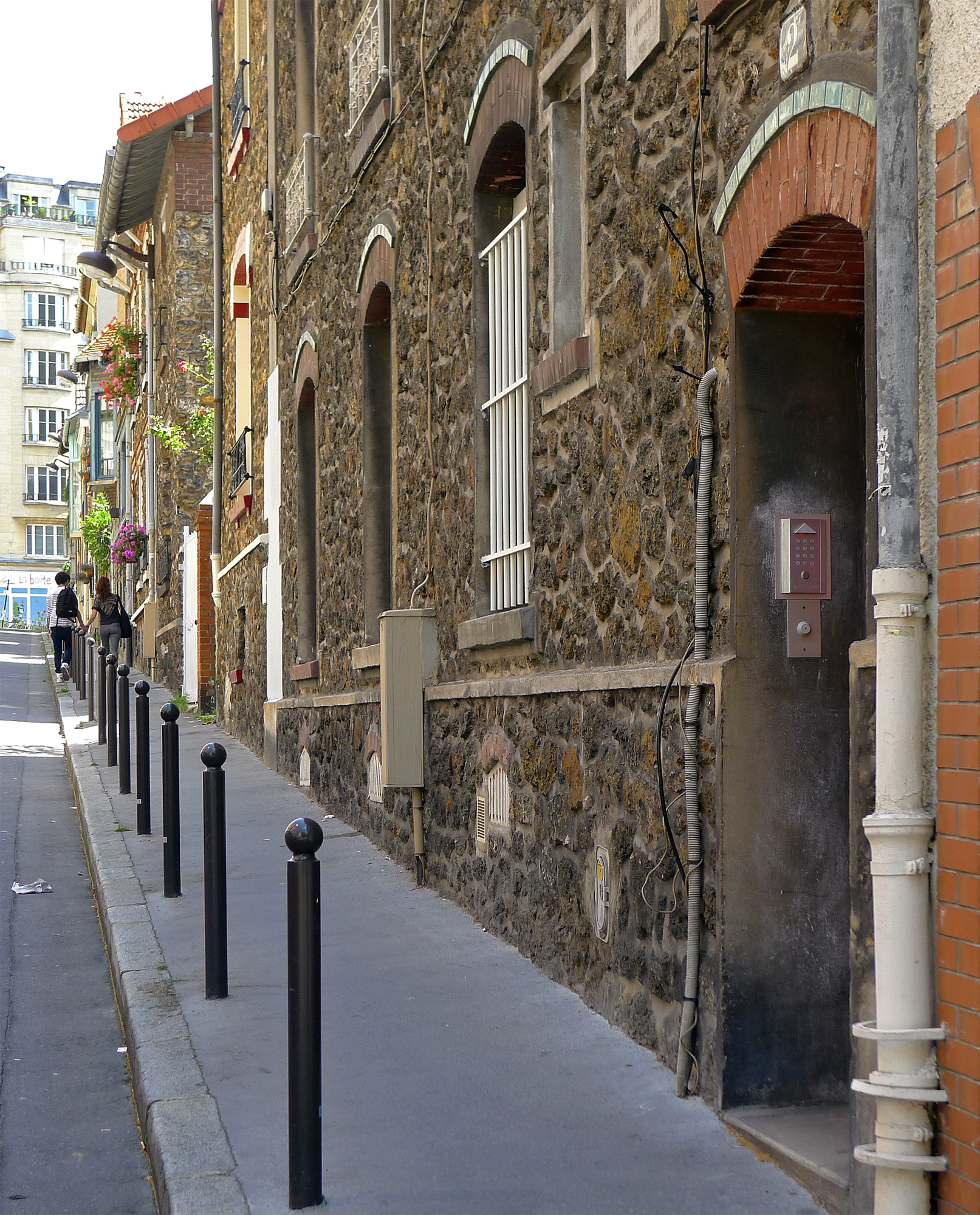
No 2.
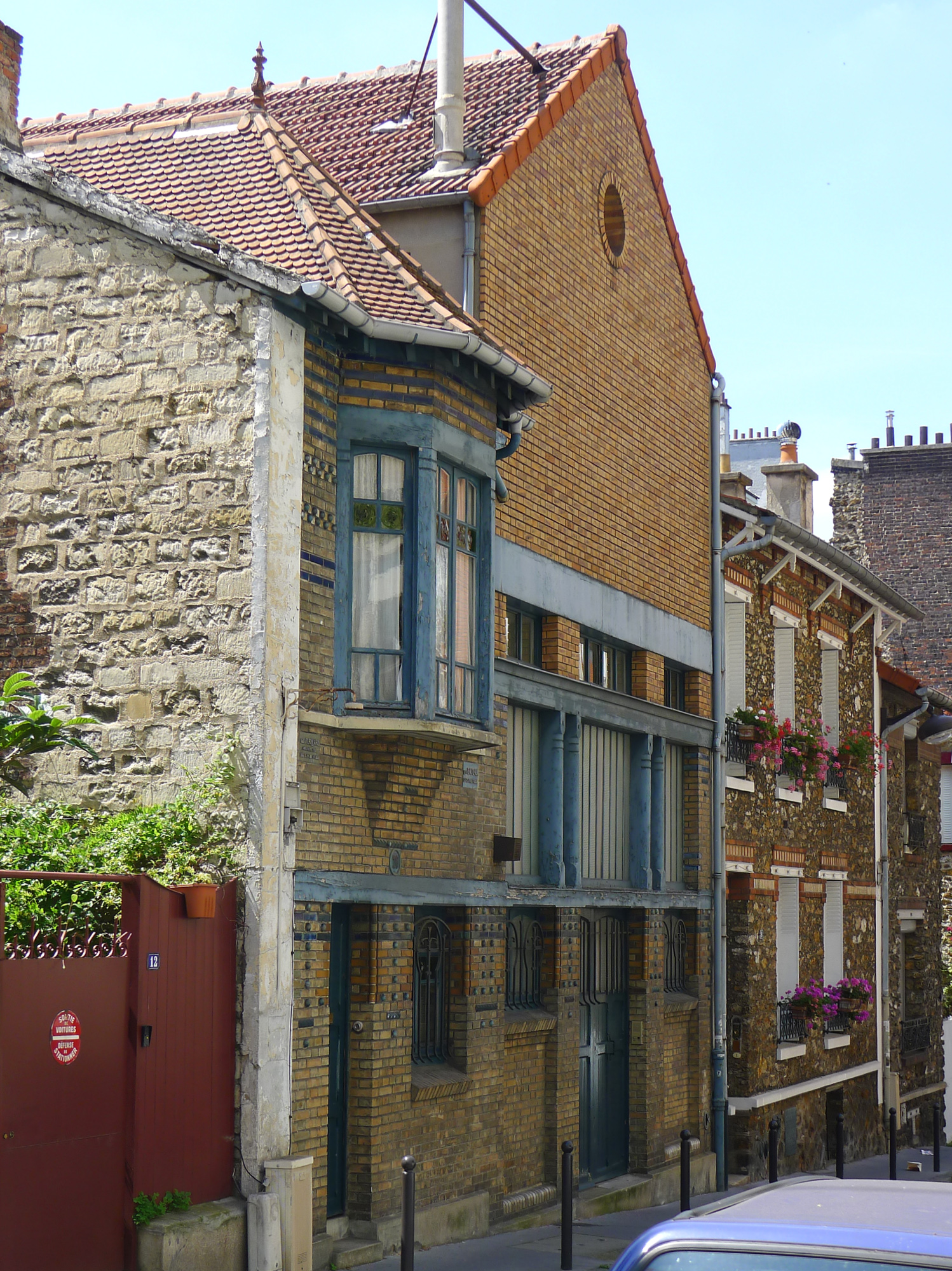
Nos 12 et 14.

## Origine du nom
Elle porte le nom du journaliste et écrivain, Pierre Mille (1864-1941).

## Historique
Cette voie, initialement privée, portait le nom de « rue Lacretelle-Prolongée », du nom d'une rue voisine, avant de prendre sa dénomination actuelle le 25 avril 1949.

## Bâtiments remarquables et lieux de mémoire
Le no 10 a été construit par Léon Balteaux d'après les plans de l'architecte Jules Perillard.